# Ceylonese struikzanger
De Ceylonese struikzanger (Elaphrornis palliseri; synoniem: Bradypterus palliseri) is een zangvogel uit de familie Locustellidae. Deze vogel is genoemd naar de Britse militair en verzamelaar in Ceylon/Sri Lanka Edward Mathew Palliser (1828-1907)

## Verspreiding en leefgebied
Deze soort is endemisch in Sri Lanka.

## Status
De grootte van de populatie is niet gekwantificeerd maar de soort wordt omschreven als schaars tot plaatselijk algemeen in bergbossen. Omdat het verspreidingsgebied erg klein is heeft deze soort op de Rode lijst van de IUCN de status gevoelig.